# جان نیل (نویسنده)
جان نیل (به انگلیسی: John Neal) (۲۰ ژوئنِ ۱۸۷۶ − ۲۵ اوتِ ۱۷۹۳) نویسنده و مترجم و فعّالِ مدنیِ آمریکایی بود. او از دههٔ ۱۸۱۰ تا دههٔ ۱۸۷۰ میلادی در آمریکا و بریتانیا قلم می‌زد و سخن می‌راند و از پیشگامانِ ملی‌گرایی ادبی آمریکایی بود. نیل علیهِ برده‌داری و لهِ حقوقِ زنان مبارزه کرد و زبانِ عامیانه را واردِ نوشته‌های ادبی کرد.

## سرگذشت

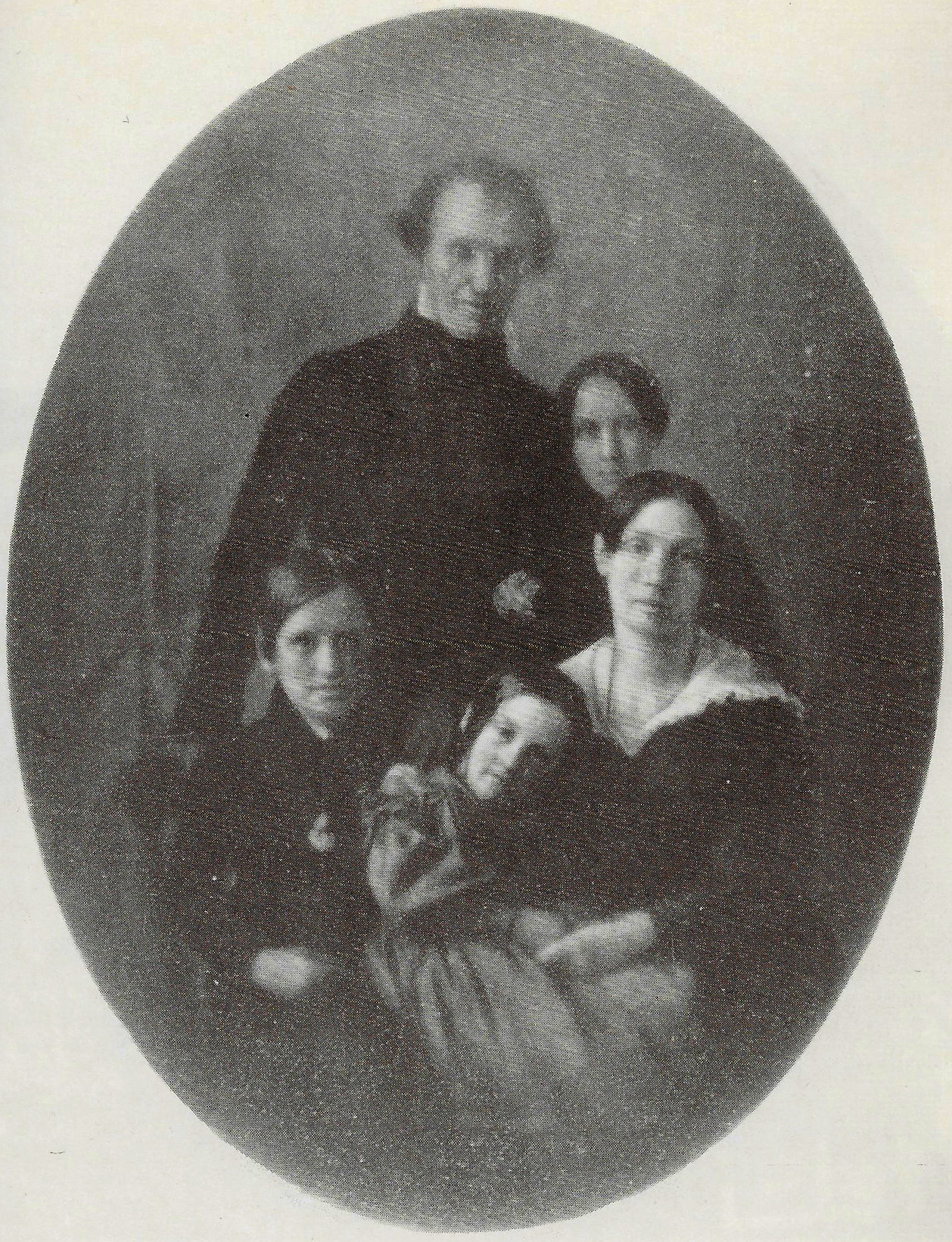
پرتره خانواده جان نيل

۲۵ اوتِ ۱۷۹۳ جان نیل با یک خواهرِ دوقلو در پورتلند، مین زاده شد. یک‌ماهه بود که پدرش مرد و مادر سرپرستِ خانواده شد. تا دوازده‌سالگی در مدرسهٔ کوئیکرهای مادرش درس خواند و سپس کار و زندگیِ مستقل را آغاز کرد. در بیست‌سالگی به بوستون رفت و با سوءِ استفاده از شرایطِ جنگِ ۱۸۱۲ و قاچاقِ کالای غیرمجازِ انگلیسی پولی به دست آورد؛ ولی در ۱۸۱۶ همراهِ شرکایش ورشکسته شد.
از ورشکستگیِ ۱۸۱۶ تا رفتن به لندن در ۱۸۲۳ زندگیِ بس سرشاری در بالتیمور کرد: روزنامه‌نگاری، شاعری، رمان‌نویسی، تحصیلِ حقوق، وکالت و آموختنِ یازده زبان. تا ۱۸۲۲ از اعضای اصلیِ حلقه دلفی بود. سالِ ۱۸۱۹ نمایشنامه‌ای منتشر کرد (هرچند هرگز نمایشنامه‌نویسِ موفّقی نشد) و نخستین ستون‌نویسِ روزانهٔ آمریکا نیز شد و بیشترِ تاریخِ انقلابِ آمریکایش را هم نوشت. طرد از جامعهٔ کوئیکرها به جرمِ یک دعوای خیابانی را پذیرفت و اواخرِ ۱۸۲۳ به کشتی نشست و رهسپارِ بریتانیا شد.
سالِ ۱۸۲۴ به دعوتِ ویلیام بلکوود مجلّه‌نویس شد و نخستین مقاله‌اش دربارهٔ انتخاباتِ سالِ ۱۸۲۴ ریاستِ جمهوریِ ایالاتِ متحدهٔ آمریکا خوانندگانِ فراوان یافت. تا پاییزِ سالِ بعد با بلکوود همکاری کرد و پس از آن یک سال و نیم منشی و همکارِ جرمی بنتام شد. بهارِ ۱۸۲۷ بنتام خرجِ بازگشتش به آمریکا را داد. ولی آوازهٔ نیل افت کرده بود و دیگر رقیبِ ادبیِ جیمز فنیمور کوپر به شمار نمی‌رفت.
ژوئنِ ۱۸۲۷ نیل به پورتلند برگشت و ناخرسندیِ هم‌وطنانش از نوشته‌هایش در انگلیس دربارهٔ آمریکا او را به ستیهندگی برانگیخت. به ورزش و آموزشِ ورزش و نوشتن دربارهٔ تربیتِ بدنی روی‌آورد. سالِ ۱۸۲۸ مجلّهٔ یانکی را پایه‌گذارد که تا پایانِ سالِ بعد منتشر شد. داستان‌هایش از این دوره به بعد از کارهای ماندگارش به شمار می‌رود. از ۱۸۲۹ سخنرانی‌هایش را در شهرهای گوناگون آغاز کرد و در مسائلِ مختلفی مانندِ حقوقِ زنان تأثیر گذاشت.
سالِ ۱۸۲۸ ازدواج کرد و تا ۱۸۴۷ پنج فرزند یافت. سالِ ۱۸۳۶ خانهٔ خوبی در پورتلند ساخت و کارشناسی ارشدِ افتخاری از کالج بودین گرفت. از اواخرِ این دهه از کارهای ادبیِ خود کاست و به بازرگانی و کارهای مدنی و هنری (مثلِ معماری و طرّاحیِ داخلی) پرداخت. ناتانیل هاوثورن و جیمز راسل لوول در میانه‌های دههٔ ۱۸۴۰ از کم‌کار شدنش گفتند. سالِ ۱۸۵۱، پس از سال‌ها همدلی با یونیتارینیسم، به کلیسای کنگره‌گرایان گروید و مقالاتِ مذهبی نوشت. اواخرِ عمر، به خواهشِ هنری وادزورث لانگ‌فلو و دیگرانی، باز به نوشتنِ رمان پرداخت. سالِ ۱۸۶۹ حسبِ حالش را منتشر کرد. سرانجام ۲۰ ژوئنِ ۱۸۷۶ مرد و در پورتلند به خاک سپرده شد.

## میراث
ادگار آلن پو جان نیل را در درجهٔ اوّل یا دوّمِ میانِ اربابِ نبوغ به شمار آورد. دونالد سیرزِ زندگینامه‌نویس او را نویسنده‌ای بدونِ شاهکار وصف کرده که نامش زیرِ سایهٔ کهترانی گم شده. به عقیدهٔ جیمز راسل لوول، اگر نیل می‌توانست بر شتاب‌زدگی خود چیره شود، نویسندهٔ بزرگی می‌شد.
سبا اسمیت و ناتانیل هاوثورن و هنری وادزورث لانگ‌فلو از نویسندگانی به شمار می‌روند که از نیل تأثیر پذیرفتند. حتّی گفته شده که ادگار آلن پو هم تحتِ تأثیرِ مقالاتِ اواخرِ دههٔ ۱۸۲۰ نیل بوده است. بسیاری از اهلِ نظر بر آنند که مهم‌ترین نویسندگانِ رنسانس آمریکایی نیمهٔ قرنِ نوزدهم، از رالف والدو امرسون و والت ویتمن و هرمان ملویل تا دیگران، از شگردهای نیل بهره‌ها برده‌اند.
نیل در تاریخِ ادبیات آمریکا از نسلِ پس از مقلّدانِ ادبیاتِ بریتانیا و پیش از بزرگانِ رنسانسِ آمریکایی به شمار می‌رود.

## نوشته‌ها
- نبرد نیاگارا (۱۸۱۸)
- هفتادوشش (۱۸۲۳)
- برادر جاناتان: یا، نیوانگلندی‌ها (۱۸۲۵)
- ریچل دایر (۱۸۲۸)